# 定延利之
定延 利之（さだのぶ としゆき、1962年〈昭和37年〉11月1日 - ）は、日本の言語学者。専門は、言語学・コミュニケーション論・日本語文法。博士（文学）（1998年）。京都大学教授。

## 人物
大阪府生まれ。京都大学法学部・文学部言語学科卒、同大学院文学研究科博士後期課程修了。1998年「言語表現に現れるスキャニングの研究」で博士（文学）の学位を取得。神戸大学教養部講師、国際文化学部助教授、国際文化学研究科教授を経て、2017年度より京都大学大学院文学研究科行動文化学専攻教授。役割語の一種としての「キャラ助詞」概念の提唱で知られる。

## 著書

### 単著
- 『よくわかる言語学 日本語教育能力検定試験対応』アルク〈日本語教師・分野別マスターシリーズ〉、1999年11月。ISBN 9784757401297。
  - 『日本語教育能力検定試験に合格するための言語学22』（改訂版）アルク、2009年12月。ISBN 9784757418240。
- 『認知言語論』大修館書店、2000年4月。ISBN 9784469212532。
- 『ささやく恋人、りきむレポーター 口の中の文化』岩波書店〈もっと知りたい！日本語〉、2005年7月。ISBN 9784000068369。
- 『日本語不思議図鑑』大修館書店、2006年6月。ISBN 9784469221817。
- 『煩悩の文法 体験を語りたがる人びとの欲望が日本語の文法システムをゆさぶる話』筑摩書房〈ちくま新書〉、2008年7月。ISBN 9784480064387。
  - 『煩悩の文法 体験を語りたがる人びとの欲望が日本語の文法システムをゆさぶる話』（増補版）凡人社〈わたしたちのことばを考える 1〉、2016年12月。ISBN 9784893589156。
- 『日本語社会のぞきキャラくり 顔つき・カラダつき・ことばつき』三省堂〈Word-Wise Book〉、2011年3月。ISBN 9784385365251。
- 『コミュニケーションへの言語的接近』ひつじ書房〈ひつじ研究叢書 言語編第129巻〉、2016年3月。ISBN 9784894767621。
  - 『コミュニケーションへの言語的接近』（軽装版）ひつじ書房〈ひつじ研究叢書 言語編第129巻〉、2018年5月。ISBN 9784894769472。
- 『文節の文法』大修館書店、2019年8月。ISBN 9784469213751。
- 『コミュニケーションと言語におけるキャラ』三省堂、2020年6月。ISBN 9784385349121。

### 執筆
- 影山太郎・岸本秀樹 編「モノの存在場所を表す「で」？」『日本語の分析と言語類型 柴谷方良教授還暦記念論文集』くろしお出版、2004年7月。ISBN 9784874243060。
- 益岡隆志 編「資源としての現実世界」『条件表現の対照』くろしお出版〈シリーズ言語対照 外から見る日本語 6〉、2006年10月。ISBN 9784874243619。
- 益岡隆志 編「第10章 音声コミュニケーション」『はじめて学ぶ日本語学 ことばの奥深さを知る15章』ミネルヴァ書房、2011年10月。ISBN 9784623061211。
- 斎藤倫明・石井正彦 編「第4章 認知言語学／語用論と語彙」『これからの語彙論』ひつじ書房、2011年12月。ISBN 9784894762831。
- 友定賢治 編「感動詞と内部状態の結びつきの明確化に向けて」『感動詞の言語学』ひつじ書房〈ひつじ研究叢書 言語編 第102巻〉、2015年2月。ISBN 9784894766129。
- 本田弘之・松田真希子 編「第10章 アイデンティティとキャラ」『複言語・複文化時代の日本語教育 わたしたちのことばとは？』凡人社、2016年10月。ISBN 9784893589125。
- 小林隆 編「第3章 オノマトペと感動詞に見られる「馴化」」『感性の方言学』ひつじ書房、2018年5月。ISBN 9784894768987。
- 田中廣明・秦かおり・吉田悦子・山口征孝 編「第10章　マスモードの思考 ―「びんの小鬼」をめぐる覚え書き―」『動的語用論の構築へ向けて』 第1巻、開拓社、2019年11月。ISBN 9784758913751。
- 井島正博 編「第12章 語用論」『現代語文法概説』朝倉書店〈日本語ライブラリー〉、2020年11月。ISBN 9784254516180。
- 友定賢治 編「感動詞と現場依存性」『感動詞研究の展開』ひつじ書房〈ひつじ研究叢書 言語編 第182巻〉、2022年3月。ISBN 9784823410659。

### 編集
- 『「うん」と「そう」の言語学』ひつじ書房、2002年11月。ISBN 9784894761711。
- 『私たちの日本語研究 問題のありかと研究のあり方』朝倉書店、2015年5月。ISBN 9784254510461。
- 『限界芸術「面白い話」による音声言語・オラリティの研究』ひつじ書房、2018年2月。ISBN 9784894769052。
- 『「キャラ」概念の広がりと深まりに向けて』三省堂、2018年7月。ISBN 9784385349138。
- 『発話の権利』ひつじ書房、2020年12月。ISBN 9784894769830。

### 編著
- 森篤嗣、茂木俊伸、金田純平『私たちの日本語』朝倉書店、2012年2月。ISBN 9784254510416。
- 小柳智一、渋谷勝己、井上優、アンドレイ・マルチュコフ『日本語学と通言語的研究との対話 テンス・アスペクト・ムード研究を通して』くろしお出版、2014年6月。ISBN 9784874246245。

### 共著
- 定延利之、清水崇文、西郷英樹、由井紀久子『談話とプロフィシェンシー その真の姿の探求と教育実践をめざして』鎌田修・嶋田和子・堤良一編著、凡人社〈プロフィシェンシーを育てる 3〉、2015年5月。ISBN 9784893588920。

### 共編
- 上野智子・定延利之・佐藤和之・野田春美 編『ケーススタディ日本語のバラエティ』おうふう、2005年10月。ISBN 9784273033927。
- 串田秀也・定延利之・伝康晴 編『活動としての文と発話』ひつじ書房〈シリーズ文と発話 1〉、2005年10月。ISBN 9784894762558。
- 中川正之・定延利之 編『言語に現れる「世間」と「世界」』くろしお出版〈シリーズ言語対照 外から見る日本語 第2巻〉、2006年11月。ISBN 9784874243688。
- 定延利之・中川正之 編『音声文法の対照』くろしお出版〈シリーズ言語対照 外から見る日本語 第1巻〉、2007年6月。ISBN 9784874243831。
- 串田秀也・定延利之・伝康晴 編『時間の中の文と発話』ひつじ書房〈シリーズ文と発話 3〉、2007年5月。ISBN 9784894762572。
- 串田秀也・定延利之・伝康晴 編『「単位」としての文と発話』ひつじ書房〈シリーズ文と発話 2〉、2008年9月。ISBN 9784894762565。
- 林博司・定延利之 編『コミュニケーション、どうする？どうなる？』ひつじ書房、2010年1月。ISBN 9784894763197。
- 岡田浩樹・定延利之 編『可能性としての文化情報リテラシー』ひつじ書房、2010年3月。ISBN 9784894764996。
- 定延利之・高山善行・井上優 編『［研究プロジェクト］時間と言語 文法研究の新たな可能性を求めて』益岡隆志監修、ひつじ書房、2021年2月。ISBN 9784894769922。